# Tahontaenrat
Tahontaenrat (Tohontaenrat, Deer People, Scanonaerat, Scahentoarrhonon).-Pleme američkih Indijanaca jezične porodice Iroquoian i jedno od 4 plemena konfederacije Huron ili Wendat kojoj su se posljednji priključili, ne računajući peto pleme Ataronchronon koji se ne računaju kao pravi članovi saveza. Jezično Tahontaenrati su najsrodniji Arendahronon Indijancima koji su govorili sličnim dijalektima i drugim jezikom nego prvi članovi saveza, Attignawantan i Attigneenongnahac. Tahontaenrat su bili mali narod nedaleko Toronta. Prije puta na sjever oni su živjeli u Innisfil Township. Negdje 1610. utemeljili su selo blizu Orr Lake.
Nakon osvajanja hjuronske zemlje od strane Irokeza, u zimi 1648/9, Tahontaenrati bježe Neutralcima zbog zaštite pred Irokezima. Ovi pak respektirajući brojnost Neutralaca i njihovu neutralnost okrenu se Duhanskim Indijancima i u 12 mjesecu 1649. godine razbiše ih i zarobe poveći broj Attignawantan Hurona. Kroz to vrijeme u svom izbjeglištvu kod Neutralaca, Tahontaenrati nastavljaju s napadima na Irokeze, ne prekidajući rat. Irokezi zbog ovoga ukoriše Neutralce, diplomatski pokušaji nisu pomogli da se Tahontaenrati, pod zaštitom Neutralaca smire, pa Irokezi napadoše same Nautralce. Zbilo se to 1650. Irokezi nisu nigdje imali saveznika jer su s redom bili u ratu sa svim okolnim plemenima. Neutralcima u pomoć priskočiše Susquehannock Indijanci iz doline istoimene rijeke. Ova pomoć djeluje sve dok se u rat nisu upleli Mohawk-ratnici i napali Susquehannocke. Rat potraje do sljedeće godine kada su Neutralci napokon poraženi. Neki među njima su kasnije posvojeni od Irokeza. Što se tiče Tahontaenrata njih su adoptirali Senece, jedno od plemena Irokeza. Nakon poraza 1651. Njihovi rođaci Arendahronon ulaze u sastav Onondaga koji ih prihvatiše i posvojiše. Najsnažniji među Huronima, Attignawantan dijelom ulaze u sastav Mohawka. 

## Sela
- Scanonaenrat

## Vanjske poveznice
- The Native People of Simcoe County  Arhivirana inačica izvorne stranice od 20. travnja 2005. (Wayback Machine)
- The Archeological Record  Arhivirana inačica izvorne stranice od 24. svibnja 2003. (Wayback Machine)
- Huron History  Arhivirana inačica izvorne stranice od 11. srpnja 2010. (Wayback Machine)